# Lodi
Lodi este un oraș din Italia, cu 42.702 locuitori, capitala provinciei Lodi. Este situat în partea central-sudică a Lombardiei, pe malurile râului Adda. 
Orașul fost fondat la 3 august 1158 de Frederic I al Sfântului Imperiu Roman, în urma distrugerii orașului antic Laus Pompeia.
Primarul actual este Simone Uggetti, iar episcopul diecezei Lodi este Maurizio Malvestiti.
În Lodi există o comunitate românească numeroasă, de aproximativ 1800 de persoane (2014).

## Imagini foto

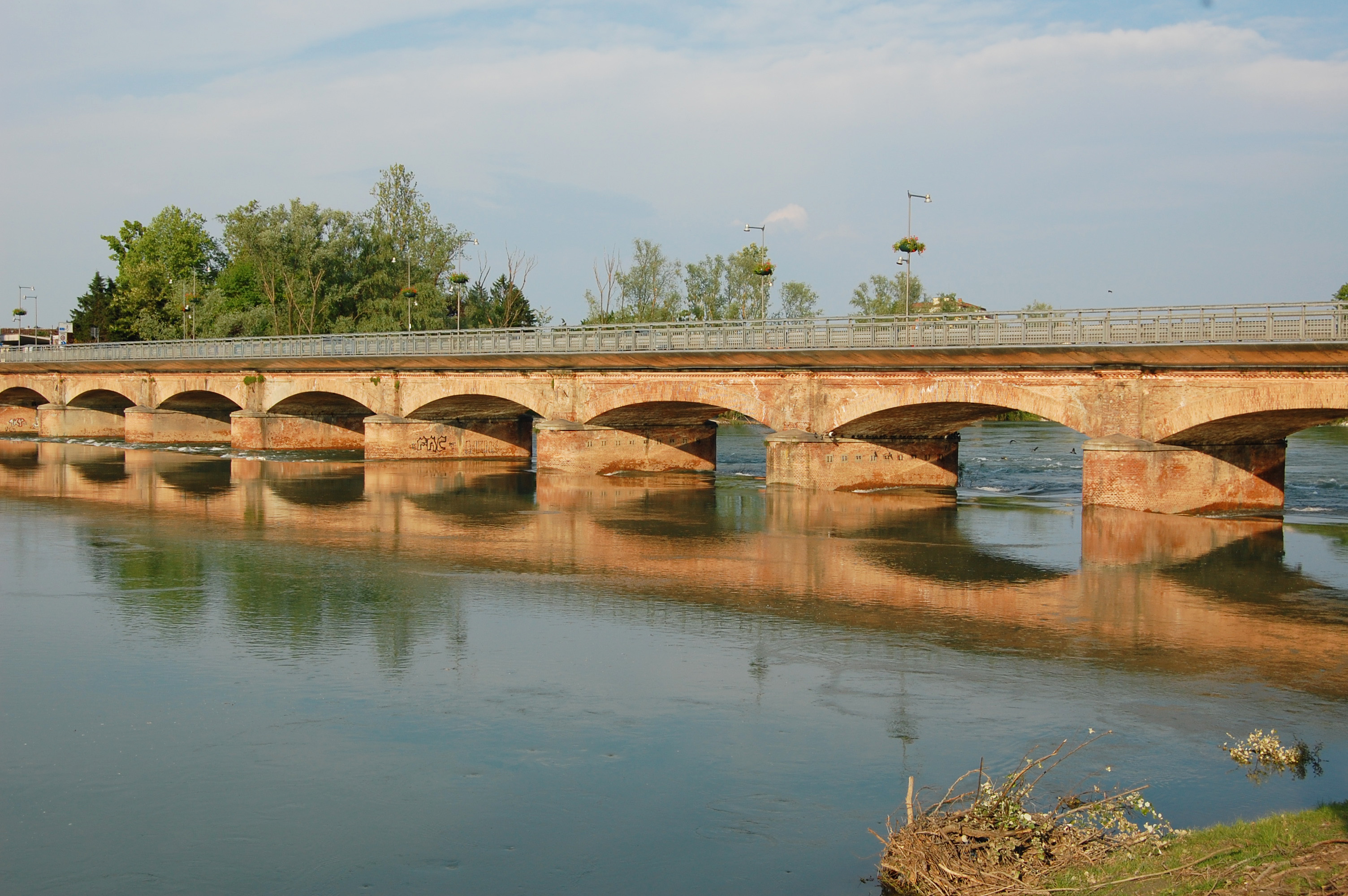
Podul peste râul Adda
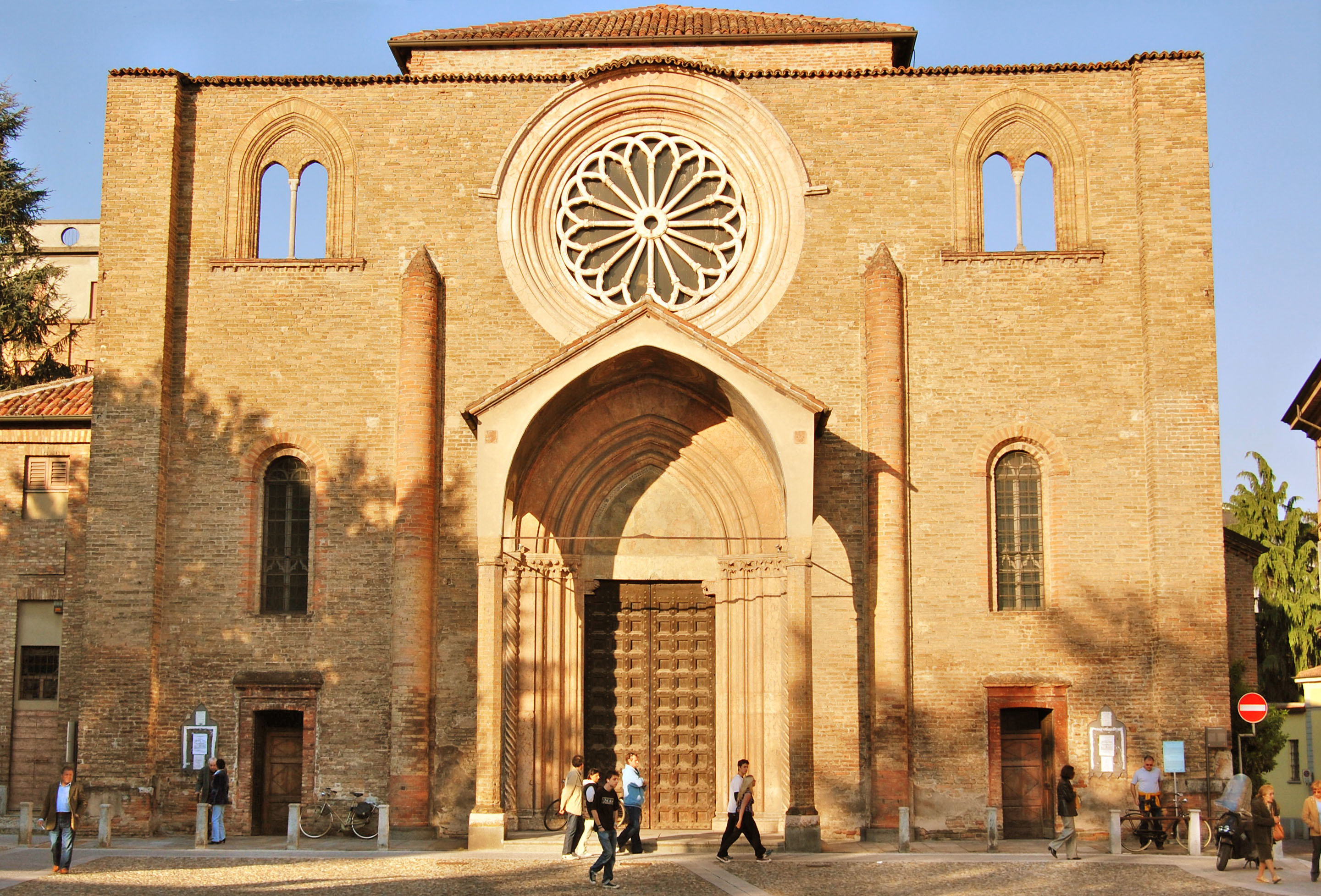
Biserica San Francesco
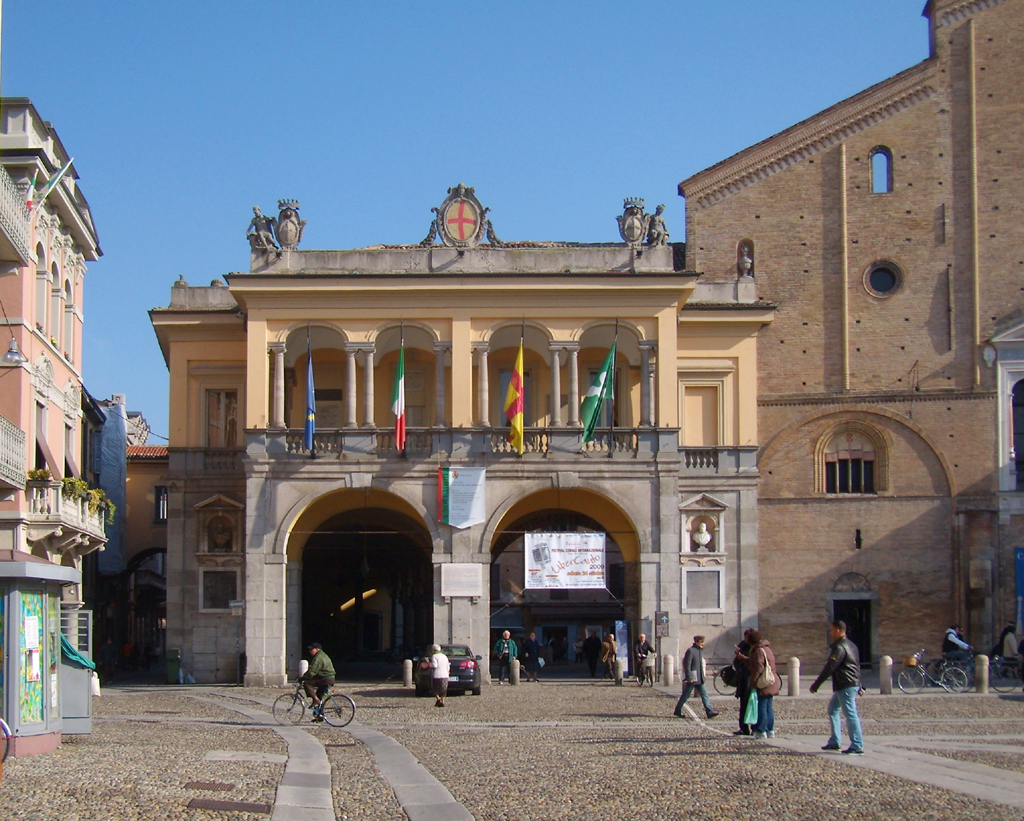
Palazzo Broletto, Primăria

## Demografie
Lodi - evoluția demografică

|  | Graficele sunt indisponibile din cauza unor probleme tehnice. Mai multe informații se găsesc la Phabricator și la wiki-ul MediaWiki. |

Date: Recensăminte sau birourile de statistică - grafică realizată de Wikipedia